# NRP Augusto de Castilho (1915)
O NRP Augusto de Castilho foi um navio de guerra ao serviço da Marinha de Guerra Portuguesa durante a Primeira Guerra Mundial. Apesar de ser, frequentemente, referido como caça-minas, o Augusto Castilho era, na realidade, um patrulha de alto mar. Foi afundado em combate, originando as últimas baixas portuguesas naquele conflito.
De observar que, em 1970, a Marinha Portuguesa voltou a utilizar a designação Augusto de Castilho para baptizar uma corveta da classe João Coutinho.

## História
Originalmente a embarcação era o arrastão de pesca Elite, pertencente à empresa Parceria Geral de Pescarias Lda.. Lançado em 1909, foi o primeiro arrastão português para a pesca do bacalhau.
A 13 de junho de 1916, devido à Primeira Guerra Mundial, o Elite foi requisitado pela Marinha Portuguesa para ser usado em missões de patrulha e escolta oceânica. Sendo classificado como navio-patrulha de alto mar, o navio recebeu uma peça de artilharia de 65 mm à vante e outra, de 47 mm à ré. O navio foi rebatizado em homenagem ao almirante Augusto Vidal de Castilho Barreto e Noronha.
Antes do combate que lhe provocou o afundamento, o Augusto Castilho já, por duas vezes tinha enfrentado submarinos inimigos. A 23 de março de 1918, sob o comando do primeiro-tenente Augusto de Almeida Teixeira, escoltando o vapor Loanda entre Lisboa e o Funchal, atacou a tiro um submarino inimigo que, imediatamente, mergulhou. A 21 de agosto de 1918, sob o comando do primeiro-tenente Fernando de Oliveira Pinto, ao largo do cabo Raso, bombardeou um submarino inimigo de grandes dimensões que rapidamente desapareceu.
No final da guerra, recebeu como comandante o primeiro-tenente Carvalho Araújo, zarpando de Lisboa na tarde do dia 8 de outubro de 1918, com a missão de escoltar o vapor N/T Beira, em viagem para a Ilha da Madeira, onde chegaram a 11 do mesmo mês. O navio ficou em quarentena ao largo do "Lazareto", no Funchal, dado que em Lisboa grassava uma epidemia de pneumonia. Ali recebeu a missão de escoltar o vapor N/T S. Miguel, da Empresa Insulana de Navegação, de partida para Ponta Delgada, nos Açores, com 206 passageiros a bordo.

## Afundamento
Tendo zarpado ao pôr do sol do dia 13 de outubro, na velocidade de cruzeiro de 9 nós, às 06h15 do dia 14 ouviu-se o primeiro tiro contra o vapor N/T S. Miguel, pelo Submarino alemão U-139, sob o comando de Lothar von Arnauld de la Perière. Para protegê-lo, esgotadas as caixas de fumo que lançara para despistar o inimigo, o Augusto de Castilho avançou diretamente sobre o submarino alemão, passando a receber o fogo inimigo e dando tempo ao vapor para se distanciar. Após duas horas de combate, com vítimas fatais no convés, a artilharia danificada, a munição quase esgotada e tendo perdido a telegrafia e as máquinas, o Comandante do navio deu ordem para que se hasteasse a bandeira branca para que deixassem sair os civis. Após a sua saída, a bandeira branca foi arreada e o combate prosseguiu. Um último tiro do submarino, entretanto, vitimou fatalmente o comandante Carvalho Araújo.
Dada a ordem de abandonar o navio pelo imediato,  o guarda-marinha Armando Ferraz, os sobreviventes conseguiram lançar ao mar um salva-vidas onde se comprimiram trinta e seis homens. Doze outros sobreviventes, em uma jangada improvisada, conseguiram autorização dos alemães para retornar a bordo e pegar uma baleeira. O caça-minas foi então afundado pelos alemães, com o corpo do comandante coberto pela bandeira de Portugal e os dos demais auxiliares mortos em combate.

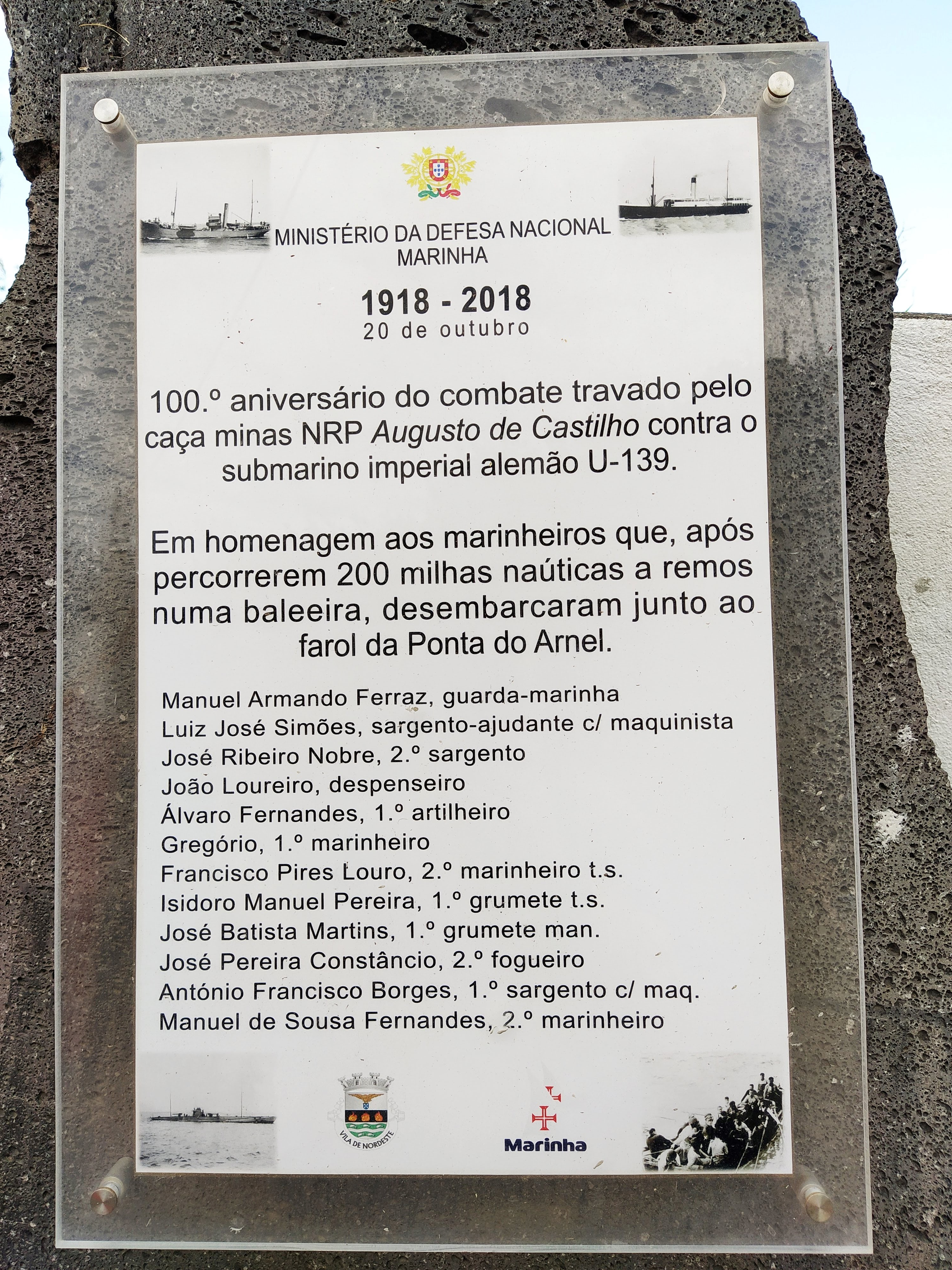
Placa comemorativa da chegada dos náufragos à ponta do Arnel, na ilha de São Miguel

O salva-vidas conseguiu atingir, em quarenta e oito horas, a ilha de Santa Maria, com trinta e cinco sobreviventes: um dos feridos não resistiu, tendo o seu corpo sido lançado ao mar. A baleeira com os demais náufragos alcançou a ponta do Arnel, na ilha de São Miguel, a 20 de outubro, após percorrer 200 milhas náuticas a remos.

Em 1920 foi publicado o relatório do comandante alemão, onde se tecem largos elogios à coragem de Carvalho Araújo:
"Tenho de confessar que o ataque foi feito pelo caça-minas com um brio e uma tenacidade nunca observados nos outros inimigos e que a valentia com que esse navio se arrojou sobre o meu submarino me provocou admiração"
Este facto, aparentemente, permitiu ao Parlamento Português conceder à viúva significativa pensão.